# Манол Велев (партизанин)
 За българския предприемач вижте Манол Велев (бизнесмен).  
Манол Иванов Велев с псевдоним Филип е деец на Българската комунистическа партия. Участник в Съпротивителното движение по време на Втората световна война.

## Биография
Манол Велев е роден на 6 януари 1915 година в неврокопското село Скребатно. В 1932 година завършва Неврокопското педагогическо училище. Още в него в 1931 година става член Българския комунистически младежки съюз, а в 1932 година влиза в БКП. Работи като учител. В 1935 година за комунистическа дейност е осъден на 1 година затвор и са му отнети учителските права. Секретар на районния комитет на БКП в Чепинско (1941 – 1943).
Преминава в нелегалност и от април 1943 година е партизанин в Родопски партизански отряд „Антон Иванов“, а от октомври - в отряд „Чепинец“. В същата година получава задочна смъртна присъда. Заедно с Атанас Семерджиев е сред създателите на Партизанска чета „Братя Кръстини“ и е неин политкомисар (октомври 1943). След разрастването на четата е политкомисар на Партизанска бригада „Чепинец“ (до юни 1944).
След Деветосептемврийския преврат участва във военните операции срещу Германия като помощник-командир на Двадесет и седми пехотен чепински полк (1944 – 1945).
След войната е околийски управител в Пазарджик (1946 – 1948) и търговски представител в Унгария (1950 – 1951). В 1962 година завършва зъботехника във Висшия селскостопански институт. Секретар и заместник-председател на Българския ловно-рибарски съюз (1958 – 1963). Носител е на орден „НРБ“ ІІ степен (1975). Автор е на спомени.
Умира в 1988 година.

## Памет
На Манол Велев е наречена улица в квартал „Горубляне“ в София (Карта).